# タチアナ・シェミャキナ
タチアナ・シェミャキナ（Татьяна Шемякина、Tatyana Shemyakina、1987年9月3日 - ）はロシアの陸上競技選手。専門は競歩。世界陸上競技選手権大阪大会女子20km競歩銀メダリスト。
2006年北京で開催された世界ジュニア陸上競技選手権大会10000m競歩で2位となる。2007年世界陸上競技選手権大阪大会20km競歩では2位となり、優勝したオルガ・カニスキナとロシア選手2人で金銀のメダルを分け合った。2009年にはリトアニアの都市カウナスで開催されたヨーロッパU-23陸上競技選手権大会20km競歩で3位に入った。

## 参考資料・外部リンク
- タチアナ・シェミャキナ - ワールドアスレティックスのプロフィール（英語）
- TBS「世界陸上大阪」 ロシア勢が1、2位 女子20キロ競歩